# KPackage
KPackage – menedżer pakietów, będący częścią środowiska graficznego KDE. Umożliwia zarządzanie pakietami w systemach operacyjnych z zainstalowanym środowiskiem KDE, obsługuje formaty: DEB *.installer RPM *.tgz *.tar.gz *.ebuild, dzięki czemu może być wykorzystywany właściwie w każdym systemie operacyjnym, na którym może zostać uruchomione KDE.